# Spallanzania rectistylum
Spallanzania rectistylum is een vliegensoort uit de familie van de sluipvliegen (Tachinidae). De wetenschappelijke naam van de soort is voor het eerst geldig gepubliceerd in 1847 door Justin Pierre Marie Macquart.